# Metastelma exasperatum
Metastelma exasperatum là một loài thực vật có hoa trong họ La bố ma. Loài này được (R.W.Holm) Liede mô tả khoa học đầu tiên năm 1997.